# Liste der kommunalen Archive im Landkreis Diepholz
Dies ist eine Liste der kommunalen Archive im niedersächsischen Landkreis Diepholz. Sie ist alphabetisch geordnet nach den Standorten der Archive. Private, Firmen- und Kirchenarchive sind in dieser Liste nicht erfasst.

## Liste
| Institution                                          | Anschrift                               | Anmerkungen       |
| ---------------------------------------------------- | --------------------------------------- | ----------------- |
| Samtgemeindearchiv Barnstorf                         | 49406 Barnstorf, Rathaus Barnstorf      | [ 1 ]             |
| Kreisarchiv Landkreis Diepholz                       | 49356 Diepholz, Niedersachsenstr. 2     |                   |
| Stadtarchiv Bassum                                   | 27211 Bassum, Mittelstraße 12           |                   |
| Samtgemeindearchiv Bruchhausen-Vilsen                | 27305 Bruchhausen-Vilsen, Lange Str. 11 | [ 2 ] [ 3 ] [ 4 ] |
| Stadtarchiv Diepholz                                 | 49356 Diepholz, Rathausmarkt 1          |                   |
| Samtgemeindearchiv Kirchdorf                         | 27245 Kirchdorf, Rathausstraße 12       | [ 5 ]             |
| Samtgemeindearchiv Lemförde                          | 49448 Lemförde, Bahnhofstraße 10a       | [ 6 ]             |
| Samtgemeindearchiv Rehden                            | 49453 Rehden, Am Sportplatz 15          | [ 7 ]             |
| Gemeindearchiv Stuhr                                 | 28816 Stuhr, Blockener Str. 6           | [ 8 ]             |
| Stadtarchiv Sulingen                                 | 27232 Sulingen, Lange Str. 67           |                   |
| Bauernhaus-Archiv der Grafschaften Hoya und Diepholz | 28857 Syke, Am Amtmannsteich 3          |                   |
| Stadtarchiv Syke                                     | 28857 Syke, Hinrich-Hanno-Platz 1       |                   |
| Stadtarchiv Twistringen                              | 27239 Twistringen, Lindenstraße 14      |                   |
| Samtgemeindearchiv Wagenfeld                         | 49419 Wagenfeld, Pastorenkamp 25        | [ 9 ]             |
| Gemeindearchiv Weyhe                                 | 28844 Weyhe, Rathausplatz 1             | [ 10 ]            |